# 兴隆镇 (酉阳县)
兴隆镇，是中华人民共和国重庆市酉阳土家族苗族自治县下辖的一个乡镇级行政单位。

## 行政区划
兴隆镇下辖以下地区：
朝天门村、土坪村、狮象村、营盘村、积谷坝村和龙潭村。